# Drimia karooica
Drimia karooica là một loài thực vật có hoa trong họ Măng tây. Loài này được (Oberm.) J.C.Manning & Goldblatt mô tả khoa học đầu tiên năm 2000.
Phạm vi bản địa của loài này là Tỉnh Mũi (Cape Province), Nam Phi. Đây là một loại cây địa sinh có củ và phát triển chủ yếu ở sa mạc hoặc quần xã cây bụi khô.